# Magie Faure-Vidot
Magnesi Faure-Vidot (đôi khi là Mrs. Maggie Vijay-Kumar hoặc Magic Mags)  là một nhà thơ tiếng Pháp đến từ Seychelles, người cũng đã xuất bản tác phẩm bằng tiếng Anh và tiếng Creole Seychelles.

## Cuộc đời và sự nghiệp
Faure-Vidot được sinh ra ở Victoria. Bà là thành viên của Viện Académique de Paris và Académie Internationale de Lutèce. Bà đã giành được nhiều giải thưởng trong suốt sự nghiệp của mình, bao gồm Coupe de la Ville de Paris, Lyre d'honneur, và sáu huy chương bạc và nhiều huy chương đồng trong các cuộc thi văn học quốc tế khác nhau, và bà đã đại diện cho quê hương của mình tại nhiều lễ hội thơ quốc tế và các sáng kiến khác. Các tác phẩm của bà đã được thảo luận trong các nghiên cứu quan trọng về văn học Seychelles. Bà cũng đã đạt được một số tiếng tăm với tư cách một nghệ sĩ biểu diễn bằng miệng.
Sau khi sống một thời gian ở Hoa Kỳ, Lebanon, Anh, Ý và Pháp, Faure-Vidot trở về Seychelles. Ở đó, bà đồng sáng lập và tiếp tục viết lách, cả hai bài phê bình văn học trực tuyến Vents Alizés  và nhà xuất bản trực tuyến Edisyon Losean Endyen, cả hai đều cùng với nhà thơ Hungary Károly Sándor Pallai. Tác phẩm của bà thường xuyên được xuất bản trên Seychelles Nation and The People, và bà là biên tập viên của Saha, tạp chí văn học Seychellois duy nhất. Bà cũng tham gia rất nhiều vào đời sống văn hóa của đất nước mình, bao gồm cả việc thể hiện tác phẩm của mình tại triển lãm nghệ thuật của phụ nữ địa phương. Những bài thơ của bà đã được xuất bản trong tuyển tập thơ quốc tế Amaravati Thơ ca ở Ấn Độ. Năm 2017, bà nhận được giải thưởng nghệ thuật Seychelles danh giá về văn học cho tác phẩm và thành tựu văn học xuất sắc của mình.
Bà là thành viên của Hội Nhà văn Thế giới (WNWU) Kazakhstan . Tác phẩm của bà đã được giới thiệu trong tuyển tập quốc tế "Kho báu vĩnh cửu gia đình" (2018).

## Công trình
- GIẢI THƯỞNG TOÀN CẦU TUYỆT VỜI - LEGEND sống của TRUNG TÂM 21 - IGGA - GIẢI THƯỞNG GENIUS TOÀN CẦU
- Giải thưởng thế giới về văn học 2018 - WNWU (Hội nhà văn thế giới) Kazakhstan
- Chứng nhận Giải thưởng Quốc tế - Biểu tượng hòa bình thế giới - WIP - Tháng 2 năm 2019
- Giải thưởng Người bảo vệ Văn học Toàn cầu - 31/12/2018
- Hon. Giấy chứng nhận của tác giả, MS - 10/09/2018
- Thành viên Hội đồng Chương trình - Đại sứ De Văn học - MS[liên kết hỏng], tháng 9 năm 2018
- Trưởng khoa Học viện Xuất sắc và Trí tuệ Văn học MSALEW Lưu trữ ngày 14 tháng 7 năm 2019 tại Wayback Machine, Nghiên cứu thơ MS - 10/09/2018
- Quản trị viên chính cho các quốc gia Đông Phi cho Dải động lực MS Lưu trữ ngày 14 tháng 7 năm 2019 tại Wayback Machine - (08/2018)
- Thành viên của Hội Nhà văn Thế giới - Kazakhstan - (08/06/2018)
- Được bổ nhiệm Đại sứ Nhân loại bởi Hoàng thân Uman Baba Musah và Hoàng tử Waheed Musah của Ghana
- Ra mắt tuyển tập thơ thứ 6 vào ngày 22/03/2019, Sự tái sinh đầy mê hoặc / Phục hưng Phục hưng
- L' Oocation des mots, Victoria, Edisyon Losean Endyen, 2016.
- Rêves créoles, Victoria, Edisyon Losean Endyen, 2012.
- Flamme mystique, Victoria, Yaw Enterprises, 2011.
- L'ime errante, Victoria, Printec Press Holdings, 2003.
- Un grand cur triste, Paris, La Pensée Universelle, 1983.

## liên kết ngoài
- Trang web của tác giả Lưu trữ ngày 26 tháng 11 năm 2016 tại Wayback Machine